# Ярбро, Уильям
Уильям Пол Ярбро Стори (исп. и англ. William Paul Yarbrough Story; 20 марта 1989, Агуаскальентес, Мексика) — американский футболист, вратарь клуба «Сан-Хосе Эртквейкс». Выступал за сборную США.
Родители Уильяма иммигрировали из США в Мексику в 1980 году.

## Клубная карьера

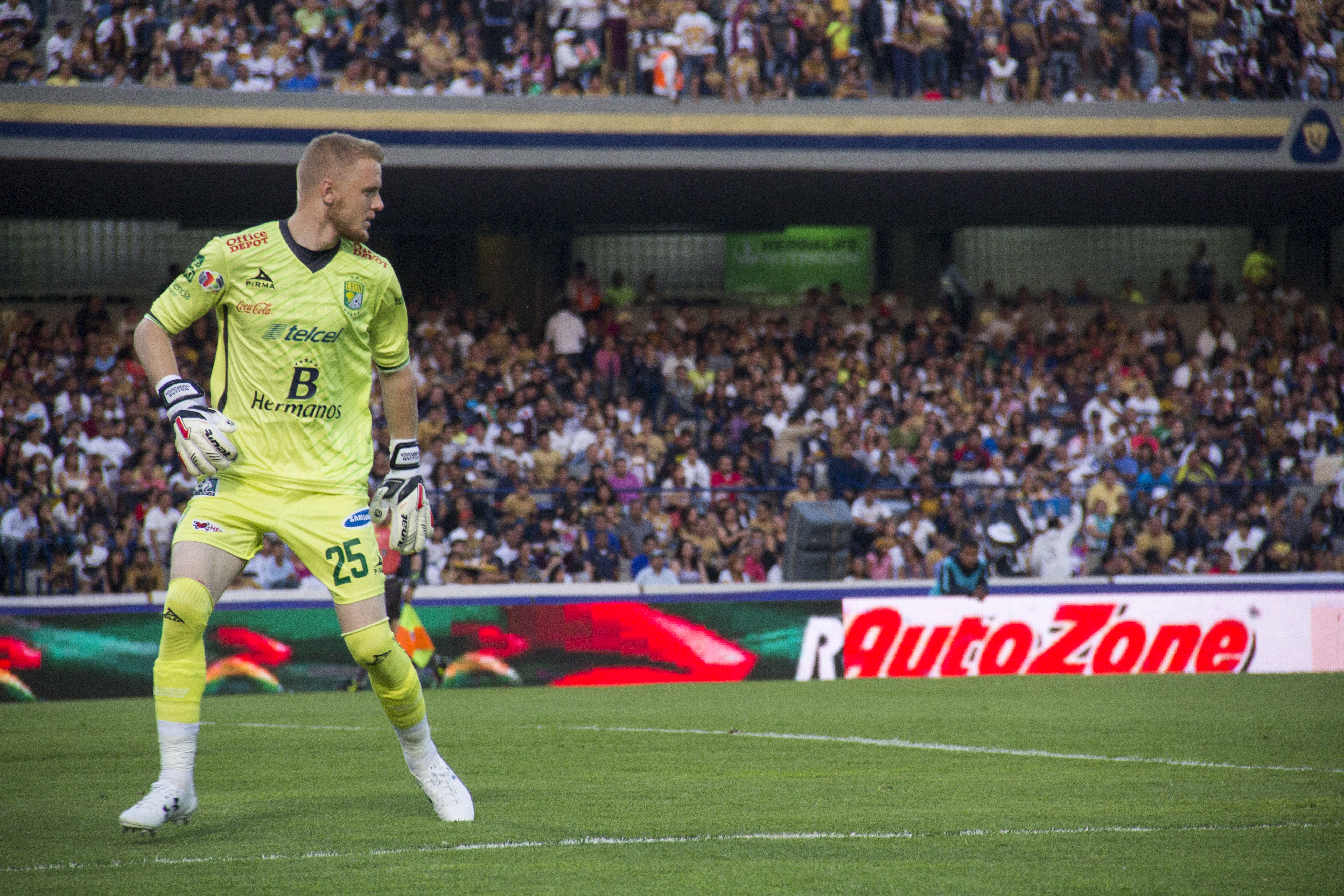
Ярбро в составе «Леона»

Ярбро — воспитанник футбольной академии клуба «Пачука». Он выступал за резервную команду клуба, а в 2010 году был отдан в аренду в команду второго дивизиона «Тампико Мадеро». Он сразу стал основным голкипером клуба и провёл все матчи сезона. В 2011 году Уильям также на правах аренды выступал за «Титанес Тулансинго». В 2012 году Ярбро в третий раз отправился в аренду, его новым клубом стал «Леон». 3 марта 2013 года в мате против «Пуэблы» он дебютировал в мексиканской Примере. В том же году Ярбро помог команде стать чемпионом Апертуры. По окончании аренды «Леон» выкупил трансфер Уильяма у «Пачуки».
6 марта 2020 года Ярбро был взят в аренду клубом MLS «Колорадо Рэпидз» на один год. В главной лиге США он дебютировал 17 июля в матче Турнира MLS is Back против «Спортинга Канзас-Сити». 2 февраля 2021 года Ярбро перешёл в «Колорадо Рэпидз» на постоянной основе, подписав трёхлетний контракт с опцией продления ещё на один год. По окончании сезона 2023 «Колорадо Рэпидз» отклонил опцию продления контракта с Ярбро, но провёл переговоры с ним о новом контракте.
16 января 2024 года «Сан-Хосе Эртквейкс» выменял права на Ярбро у «Колорадо Рэпидз» на пик третьего раунда Супердрафта MLS 2025 и подписал контракт с ним на сезон 2024 с опцией продления на сезон 2025. За «Эртквейкс» он дебютировал 23 марта в матче против «Сиэтл Саундерс».

## Международная карьера
31 марта 2015 года в товарищеском матче против сборной Швейцарии Ярбро дебютировал за сборную США, заменив во втором тайме Ника Римандо. В том же году Уильям принял участие в Золотом кубке КОНКАКАФ. На турнире он был резервным вратарём и на поле не вышел.

## Достижения
Командные
 «Леон»
- Чемпион Мексики: Апертура 2013, Клаусура 2014